# Fréland

Fréland este o comună în departamentul Haut-Rhin din estul Franței. În 2009 avea o populație de 1.424 de locuitori.

## Evoluția populației
| An        | 1975  | 1982  | 1990  | 1999  | 2006  | 2009  |
| --------- | ----- | ----- | ----- | ----- | ----- | ----- |
| Populație | 1.033 | 1.100 | 1.134 | 1.292 | 1.385 | 1.424 |